# Botkin-Krankenhaus (Sankt Petersburg)

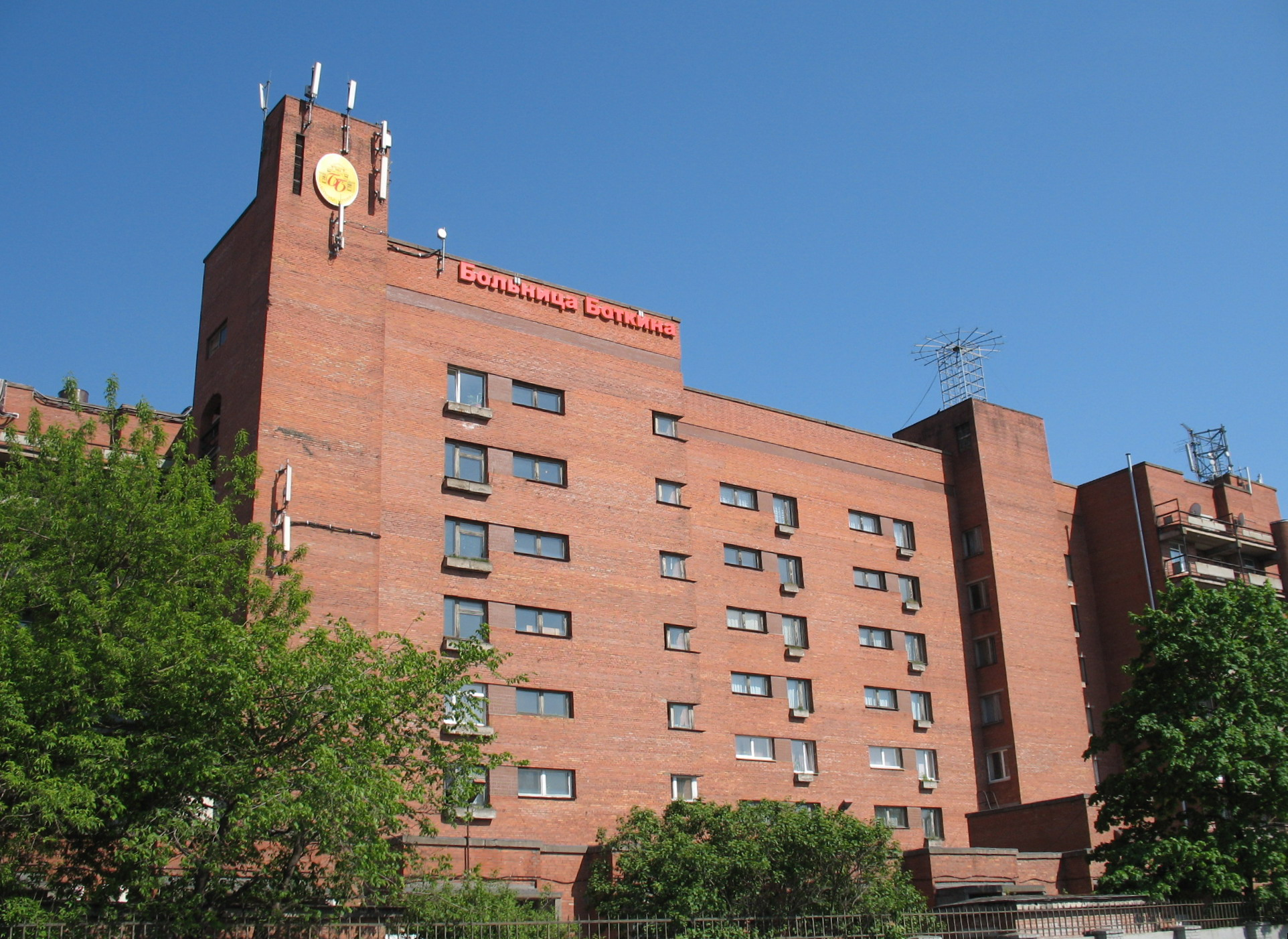
Botkin-Krankenhaus (2010)

Das Botkin-Krankenhaus (russisch Боткинская больница Botinskaja bolniza) ist ein Krankenhaus in Sankt Petersburg.
Die Klinik wurde 1882 als Alexandrowski-Krankenhaus gegründet und ist seit 1889 nach dem russischen Arzt Sergei Petrowitsch Botkin (1832–1889) benannt.
Das Krankenhaus ist Objekt des kulturellen Erbes Russlands, registriert  unter Nr. 7832189000.